# Stanislav Markulin
Stanislav Markulin (1930.  - 21. veljače 2020.), hrvatski skijaš.
Osvajač je 28 naslova prvaka Hrvatske. Godine 1955. je zajedno s Josipom Modrićem i Dubravkom Brnčićem pobijedio u međugradskom dvoboju s Grazom u konkurenciji 12. austrijskih ekipa. U veteranskim kategorijama sudjelovao je na skijaškim susretima Zagreb-Celje. Natjecao se i kao 80-godišnjak.
Zadnje godine života hrvatski reprezentativac Markulina bio je na skrbi u Domu za starije Novak u Križevcima. O skijaškim dvobojima Zagreba i Celja koje Zagrebački skijaški savez njeguje od 1935., snimljen je i film u kojem pored ostalih govori Markulin.